# Checks Thugs and Rock N Roll
Checks Thugs and Rock N Roll è il primo album da solista di Darryl "DMC" McDaniels.

## Tracce
1. "Watchtower" feat. Elliot Easton and Josh Todd
2. "Freaky Chick"
3. "Just Like Me" feat. Sarah McLachlan
4. "Lovey Dovey" feat. Doug E. Fresh
5. "Find My way" feat. Kid Rock
6. "Machine Gun" feat. Tal B. and Gary Dourdan
7. "Cold" feat. Miss Jade and Sonny Black
8. "What's Wrong" feat. Napolean
9. "Cadillac Cars"
10. "Only God Knows"
11. "Come 2gether" feat. Rev Run
12. "Sucka Sucka"
13. "Goodbye" feat. Lil Mizzo